# Platybelodon
Platybelodon (del grec, 'ullal aplanat') és un gènere d'un gran mamífer herbívor emarentat amb els elefants (ordre Proboscidea). Visqué durant el Miocè, fa entre 15 i 4 milions d'anys, a l'Àfrica, Europa, Àsia i Nord-amèrica. Tot i que van prosperar durant tot aquest temps, no van sobreviure al Miocè i avui en dia estan extints. Alguns investigadors han especulat que això va donar-se perquè eren animals massa especialitzats i no foren capaços d'adaptar-se a les condicions canviants de l'entorn. Platybelodon era molt similar a l'Amebelodon, una altra espècie de gomfoteri.
Trobar fòssils d'aquest gènere al voltant del món és rar, tot i que la majoria prové de la Xina, principalment en la dècada de 1980, normalment són peces en un estat de conservació pobre, espècimens parcials o amb una restauració o reparació disfressada pels excavadors xinesos originals.

## Palaeobiologia
Es creia que Platybelodon s'alimentava a zones pantanoses de sabanes d'herba utilitzant les seves dents com si fossin una pala per a treure la vegetació semiaquàtica. De totes maneres, els patrons de desgast a les dents suggereixen que utilitzava les pales inferiors per a arrencar l'escorça dels arbres. Una altra possibilitat és que utilitzes els ullals-pales per a excavar a la cerca d'aigua durant les estacions seques.

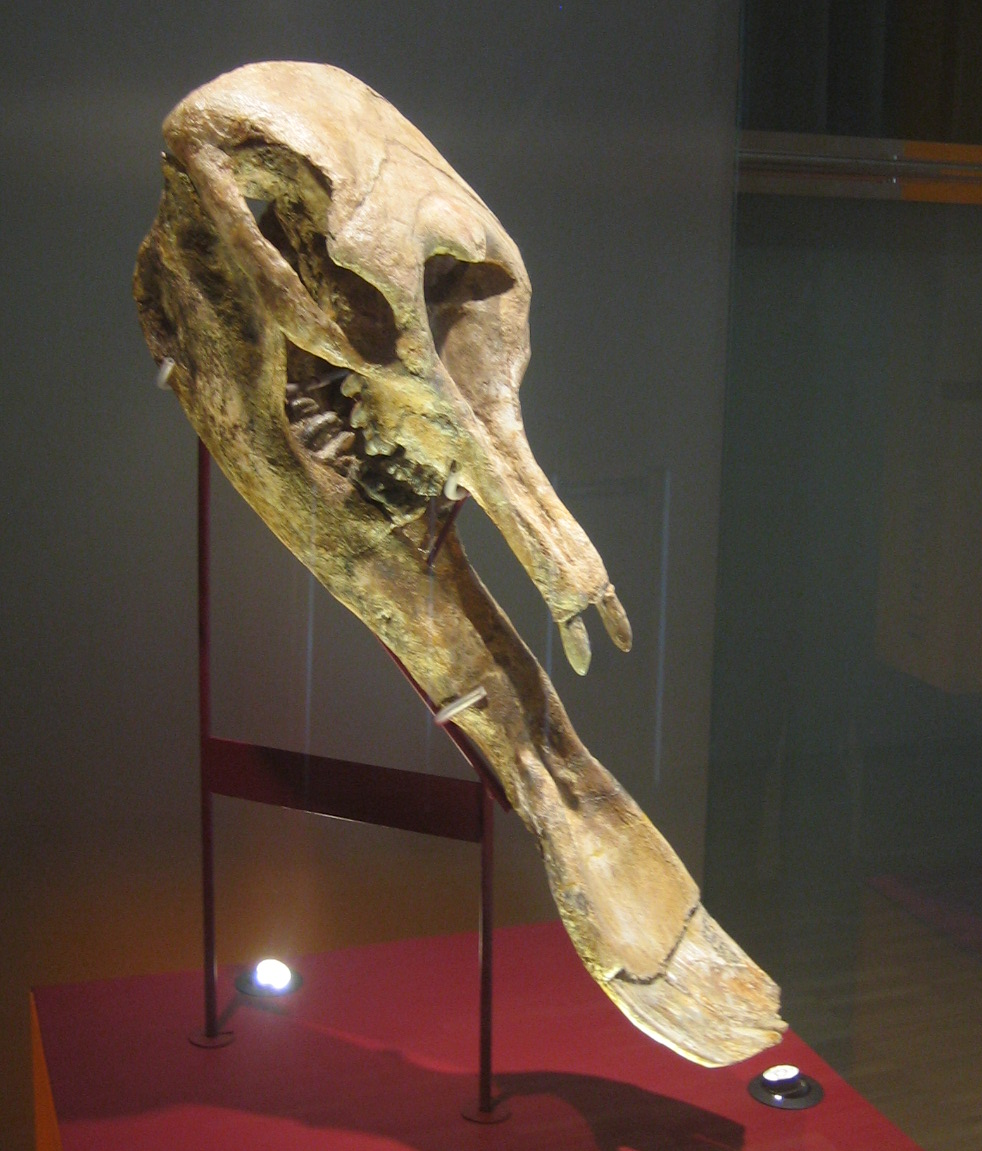
Crani de Platybelodon grangeri exposat al CosmoCaixa de Barcelona
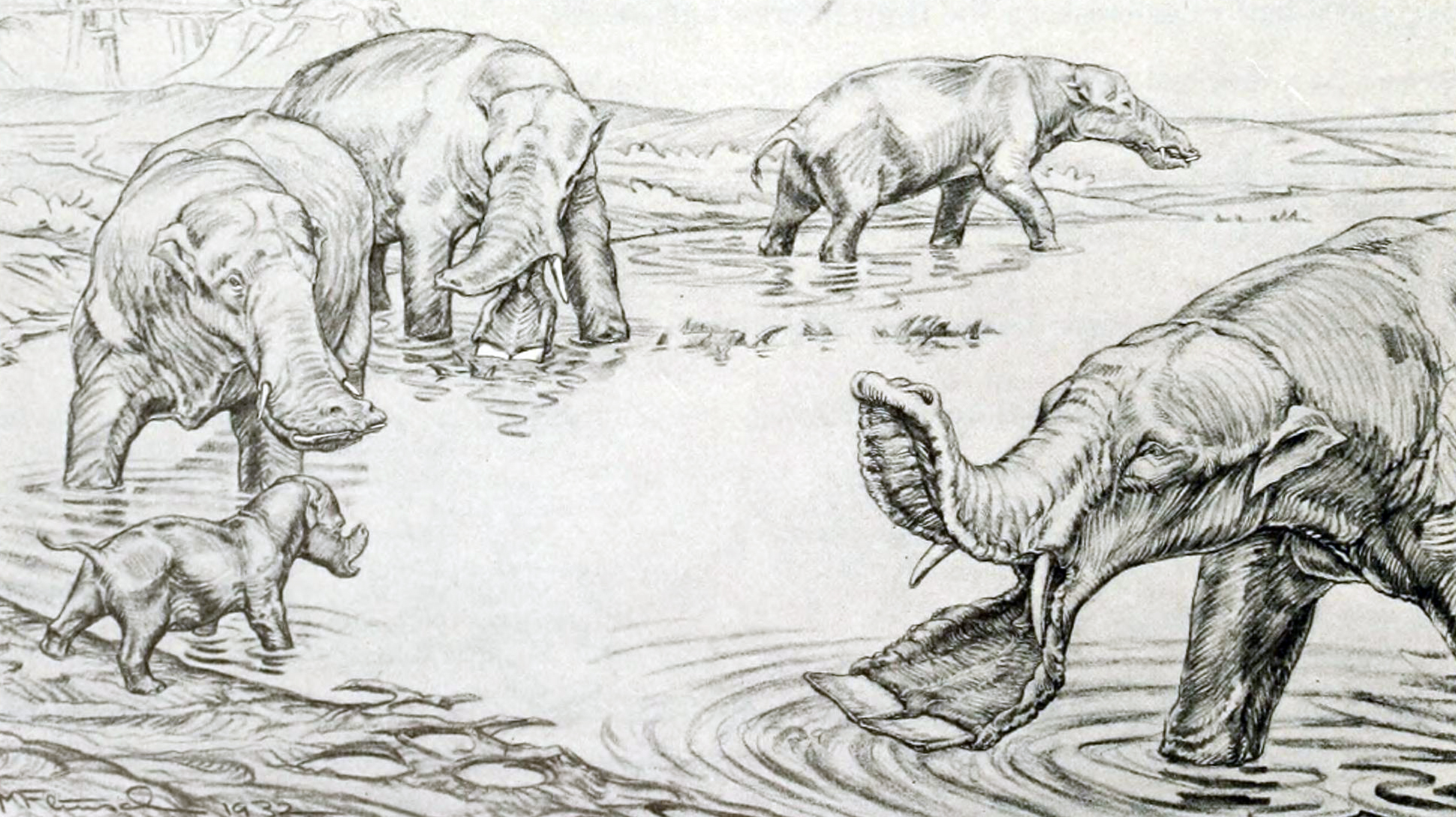
Restauració obsoleta de P. grangeri com a habitant del pantà
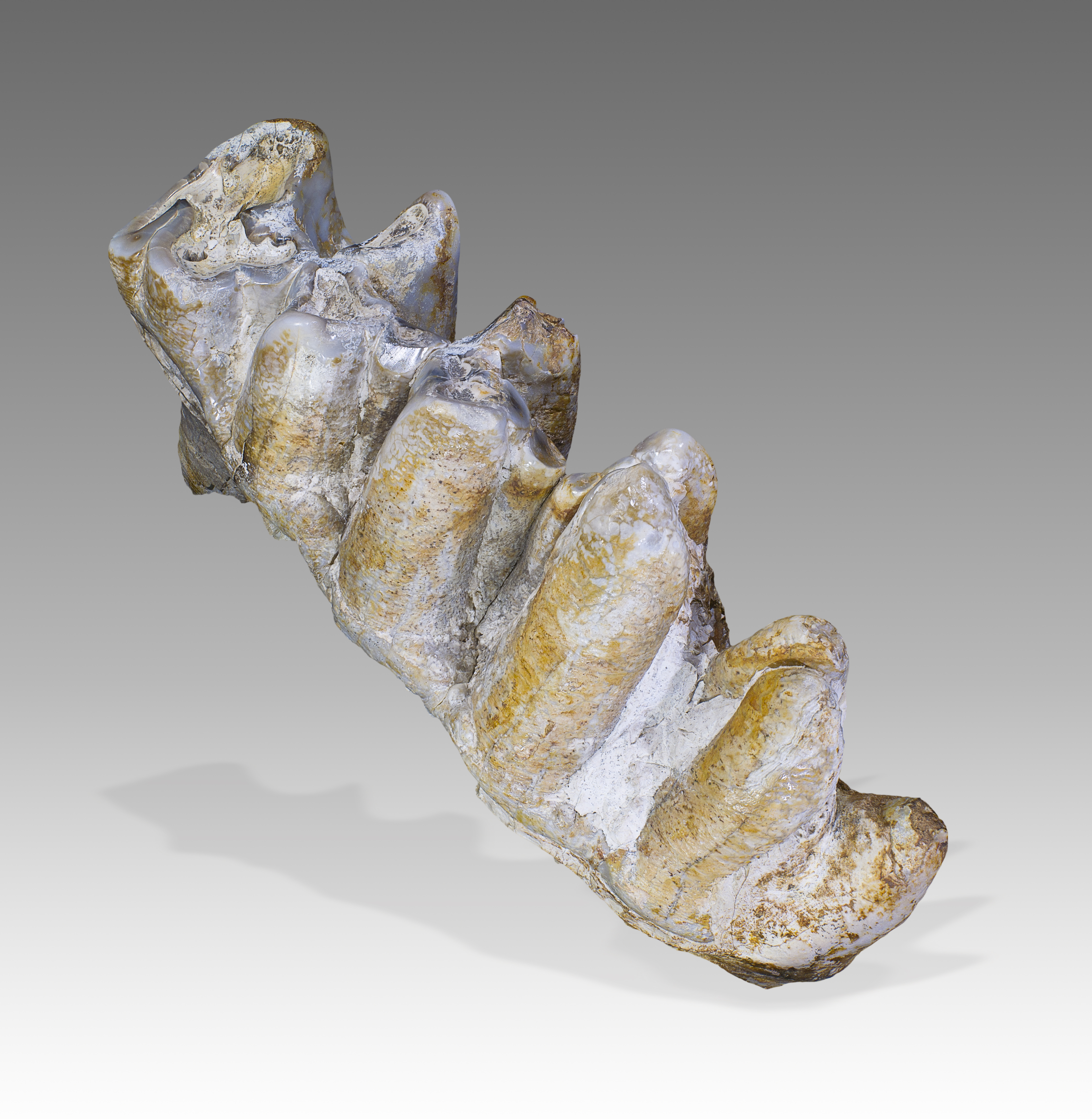
Molar de Platybelodon

A causa de la forma de les dues dents inferiors, que tenen molts dels gèneres de gomfteris (tals com Platybelodon, Archaeobelodon, i Amebelodon), són coneguts popularment com a «ullals pala».

## Taxonomia
- P. barnumbrowni (Barbour, 1931)
- P. danovi (Borissiak, 1928)
- P. grangeri (Osborn, 1929)
- P. loomisi (Barbour, 1929)